# Flaviano Vicentini
Pour les articles homonymes, voir Vicentini.
Flaviano Vicentini (né le 21 juin 1942 à Grezzana, dans la province de Vérone en Vénétie et mort le 31 décembre 2002 à Vérone) était un coureur cycliste italien.

## Biographie
Flaviano Vicentini fut professionnel de 1964 à 1971. Il participa au Tour de France.
En 1963, il remporte le championnat du monde sur route amateurs, disputé à Renaix (Belgique), en devançant le Français Francis Bazire et l'Allemand Winfried Bölke.

## Palmarès
- 1963
  -  Champion du monde sur route amateurs
  - Tour de Toscane amateurs
  - Trofeo Banca Popolare
  - 2e du Grand Prix de la ville de Camaiore
- 1964
  - 3e des Trois vallées varésines
- 1965
  - 10e de Milan-San Remo
- 1966
  - Grand Prix de Cannes
  - 2e du Tour de Vénétie
  - 3e du Tour des trois provinces
  - 3e du Trofeo Laigueglia
  - 3e du Tour de Sardaigne
  - 5e de Tirreno-Adriatico
- 1967
  - 3e du Tour de Vénétie
  - 6e de Liège-Bastogne-Liège
- 1968
  - 5e étape du Tour de Catalogne
  - 1rea étape du Tour de Romandie (contre-la-montre par équipes)
  - 7e de Tirreno-Adriatico
- 1969
  - Tour du Latium
  - 5e étape du Tour de Catalogne
  - 2e du Tour de Campanie

## Résultats sur les grands tours

### Tour d'Italie
- 1965 : 32e
- 1966 : 21e
- 1967 : 27e
- 1968 : 26e
- 1969 : 24e

### Tour de France
- 1967 : 32e
- 1968 : 19e